# Världsutställningen 1880–81

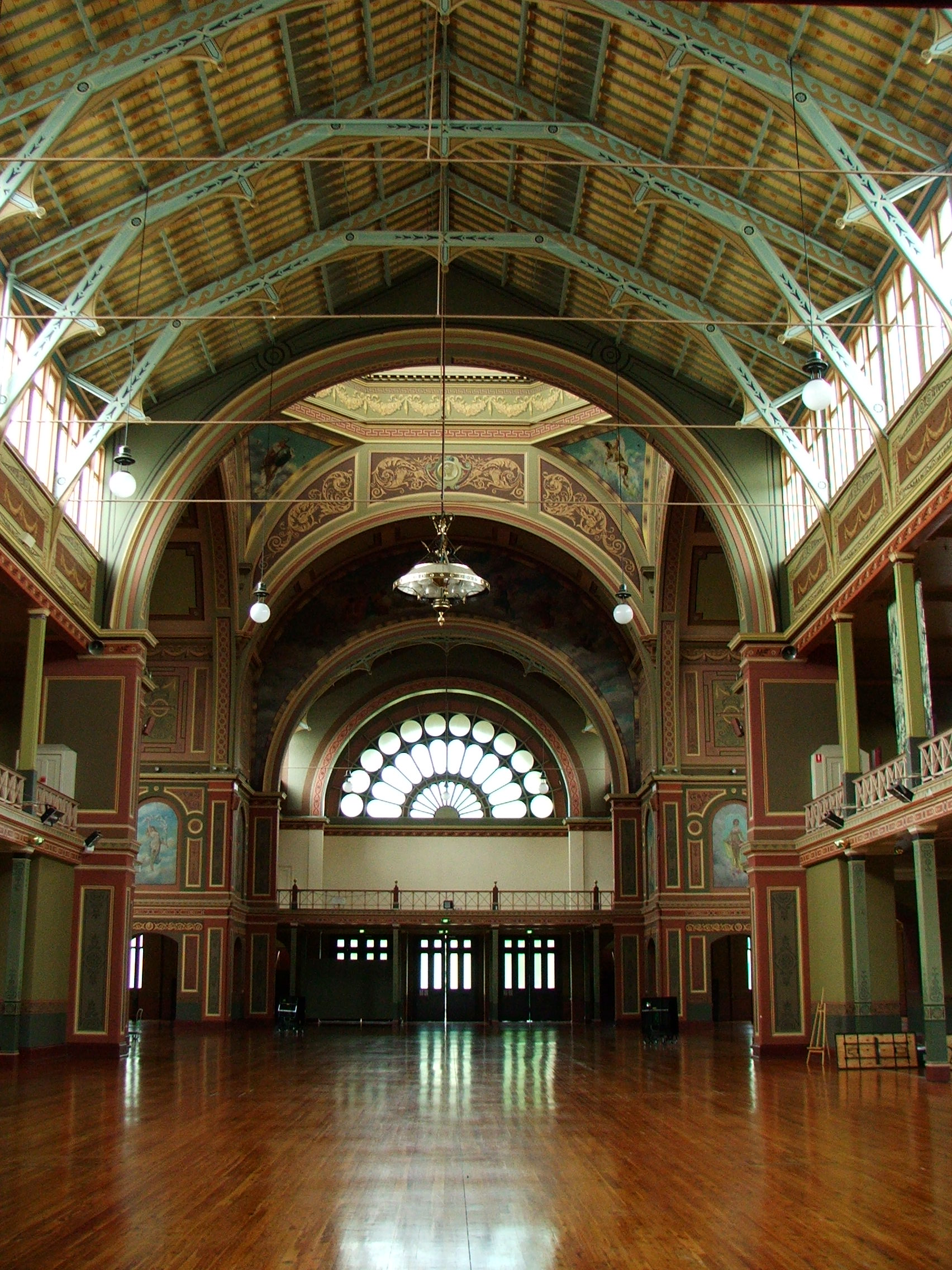
Royal Exhibition Building inside1

Världsutställningen 1880–81 eller Melbourne International Exhibition ägde rum i Melbourne i Australien mellan oktober 1880 och april 1881. Det var den åttonde världsutställning som erkändes officiellt av Bureau International des Expositions (BIE) och den första världsutställningen på södra halvklotet.